# SS United States
Юнайтед Стейтс (англ. United States) — американский трансатлантический лайнер, построенный для компании United States Lines. Последний держатель Голубой ленты Атлантики. На данный момент судно стоит в Филадельфии, США. Организация SS United States Conservancy планирует возвращение ему первоначального облика и использование по прямому назначению.

## Предпосылки к созданию
После воодушевляющих слов сэра Уинстона Черчилля о лайнерах Cunard Line «Queen Mary» и «Queen Elizabeth», США решили построить свой собственный быстроходный лайнер.
«Queen Mary» и «Queen Elizabeth» внесли свой вклад в исход Второй мировой войны, транспортируя войска по всему земному шару. Такая транспортировка была, несомненно, ценной в случае войны, таким образом, правительство США, скооперировавшись с Юнайтед Стейтс Лайн, решило заказать лайнер, который станет одним из самых роскошных и быстрых среди себе подобных в мире. Новый исключительно американский лайнер, которому надлежало присоединиться к гонке за Голубую Ленту Атлантики.
Американское правительство выдвинуло три условия, и судно должно было соответствовать всем трем в обязательном порядке. Корабль должен был быть быстрым, безопасным и его легко можно было бы преобразовать в военный транспорт. Построить новое судно было поручено компании Newport News Shipbuilding and Dry Dock Company в Вирджинии под руководством Уильяма Френсиса Гиббса. Тридцать лет он мечтал о трехсотметровом лайнере, способном развивать высокую скорость. Он был ответственным за переоборудование немецкого лайнера «Фатерланд» в «Левиафан» после Первой мировой войны. Но на этот раз ему дали полную свободу действий при строительстве абсолютно нового американского лайнера. Киль его будущего шедевра был заложен 8 февраля 1950 года.

## Строительство, первый рейс

Профиль лайнера.

Новое судно крестили 23 июня 1951 года, и назвали «United States» (с англ. — «Соединённые Штаты»). Чтобы обеспечить высокую скорость, Гиббс поставил на судно двигатели, которые изначально были предназначены для установки на авианосец. Чтобы судно отвечало двум другим требованиям, безопасности и быстрой конвертации.
В результате различных морских катастроф, связанных с пожарами на таких кораблях, как SS Morro Castle и «Нормандия», Уильям Гиббс решил, что на судне будут соблюдены самые строгие стандарты пожарной безопасности. Он хотел сделать более простую, новую внутреннюю проектировку. Увлечённый созданием полностью пожаробезопасного судна, Гиббс делал всё возможное, чтобы не использовать никаких огнеопасных материалов. Интерьеры «Юнайтед Стейтс» были выполнены из стекла, стали, синтетики и алюминия. Мебель, перила и шезлонги были сделаны из алюминия. Гиббс даже просил Компанию Steinway (Стейнвэй) сделать алюминиевый рояль для «United States», но получил отказ. В конце концов, этот рояль стал единственной древесиной на борту. Но ни один пассажир не жаловался на уровень комфорта на судне.

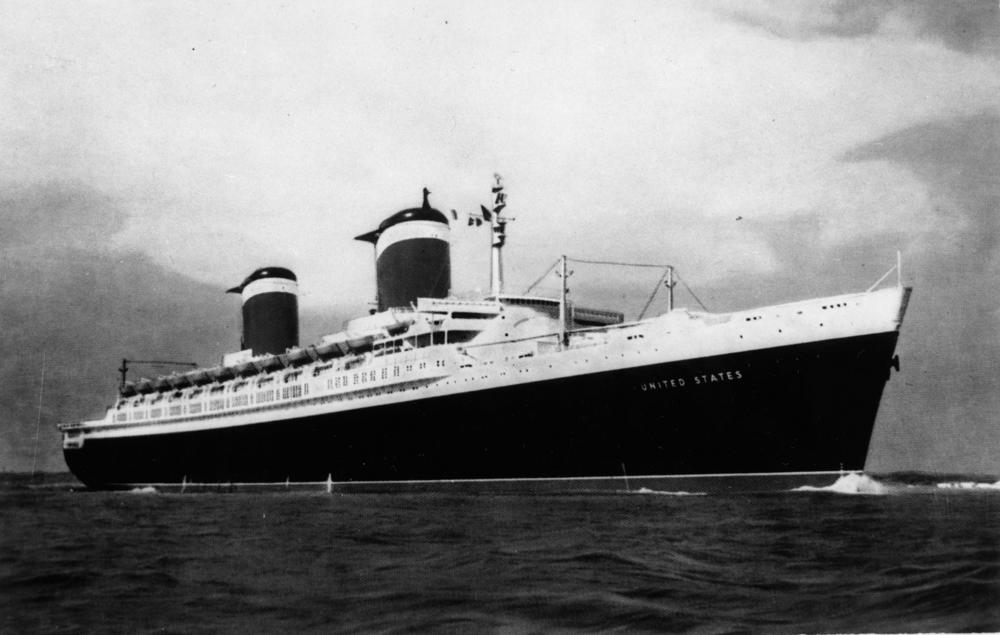
«SS United States» в море

Простые интерьеры, которые можно было переделать под стандарты транспортного судна, также были частью требований. По сравнению со старшими судами, переоборудование которых могло занять до трех месяцев, «United States» можно было переоборудовать за несколько дней. За эти требования правительство оплатило 70 % процентов стоимости постройки судна, которая составила (по окончании строительства) 78 000 000 $. Но фактически «United States» никогда не служил военным транспортом.
Длина корабля составляла 302 метра, «United States» стал самым длинным американским судном. Он был уже «Королев» Cunard Line и поэтому мог пройти Панамский канал, в отличие от «Queen Mary» и «Queen Elizabeth».
Всему миру «United States» запомнился благодаря своей скорости. Во время ходовых испытаний, которые длились шесть недель, он развил невиданную ранее скорость в 38,25 узла. Всё благодаря турбинам Westinghouse, которые позволяли развить мощность в 240 000 лошадиных сил. Но из-за возможной военной роли судна, эти характеристики были сохранены в тайне до 1978 года. Тем не менее, факт, что первое плавание будет рекордным, был неоспорим.

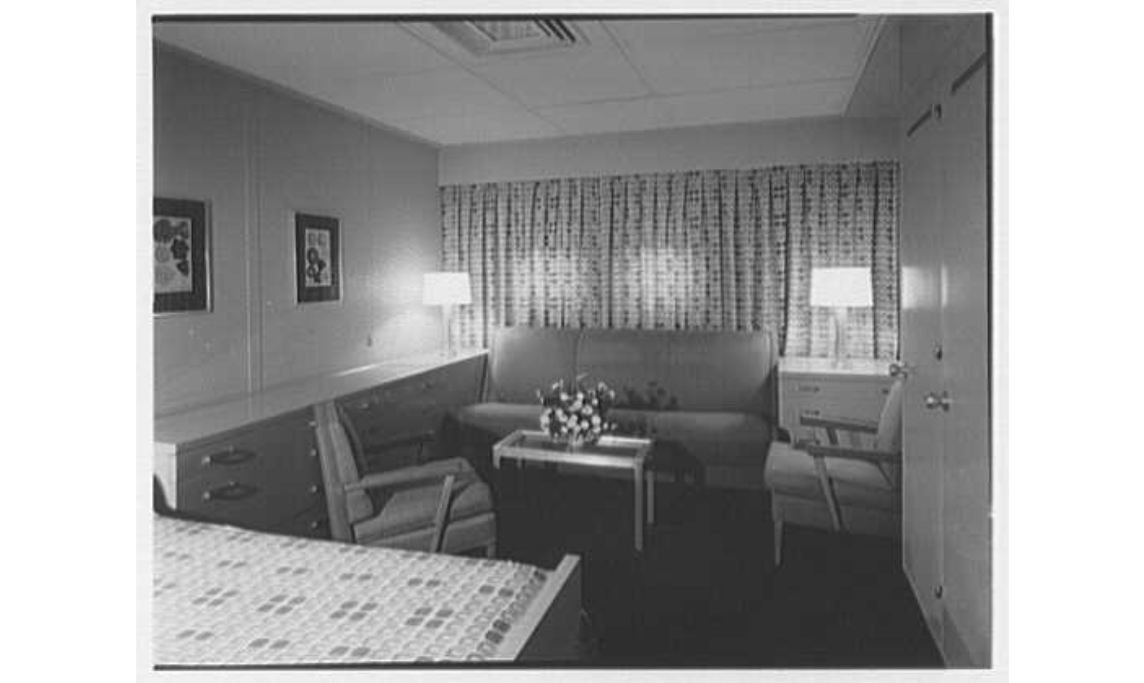
Каюта первого класса под номером u141, демонстрирующая современную обстановку и отсутствие деталей, характерных для всего корабля.

«United States» действительно оправдал ожидания, и 3 июля 1952 года он впервые покинул пирс в Нью-Йорке, направившись в Гавр и Саутгемптон. Достигнув Бишоп Рок, он шёл со скоростью 35,59 узла, и таким образом побил 14-летний рекорд «Queen Mary» на десять часов и две минуты. Когда у капитана SS United States, Гарри Мэннинга, брали интервью после победоносного рейса, он сказал, что просто путешествовал на своём судне.

## Карьера
Во время первого плавания «United States» использовал лишь две трети от всей мощности двигателей. Если бы он шел на полном ходу, то разрыв между его рекордом и показателями «Queen Mary» были бы намного больше.
«United States» стал очень популярным. Получил прозвище «Большой Ю». В 1950-х большинством трансатлантических путешественников были американцы, и факт, что «United States» был единственным американским суперлайнером, означал, что они путешествовали именно на нем. Несмотря на его несколько холодные и простые интерьеры, он представлял новый вид океанских лайнеров и для многих людей он вскоре стал любимым судном.
«United States» работал на североатлантическом пути со своим партнером «SS America». Впервые две «королевы» Cunard Line столкнулись с достойными конкурентами. Это соревнование продолжалось в 1950-х годах, но с началом нового десятилетия появился новый конкурент — реактивные авиалайнеры. С введением реактивного самолёта пассажиры могли пересечь Атлантику со скоростью в 500 узлов всего за 6—8 часов. Несмотря на все свои преимущества, «United States» не мог противостоять такому сопернику. Как и все другие трансатлантические судоходные компании, United States Lines начала терять деньги. Ситуация ухудшилась, когда профсоюзы начали требовать более высокую заработную плату для членов экипажа. В конечном итоге компания «United States Lines» начала использовать судно в качестве круизного, чего не планировалось изначально. В 1961 году американский Конгресс разрешил «United States» совершать несезонные круизы, и он начал первый из них 20 января 1962 года. Это был 14-дневный круиз из Нью-Йорка, в порты Нассау, Тринидад, Кюрасао и Сан-Кристобаль с минимальной ценой билета 520 $.

## Закат карьеры

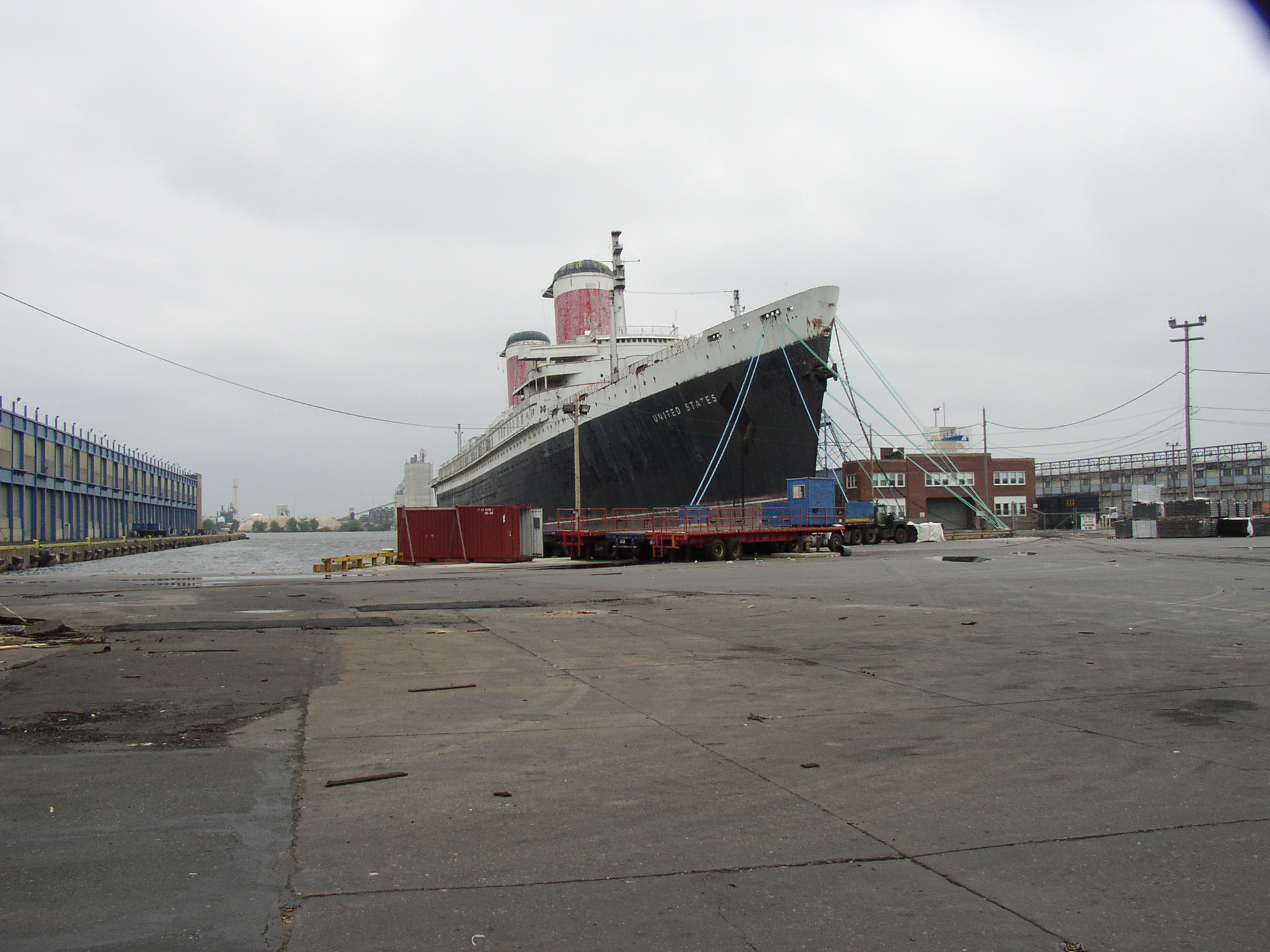
«United States» в Филадельфии

В 1964 году «United States» был продан «Чандрис Лайн» за 4 250 000 $. «United States» оставили на линии, но он приносил каждый сезон многомиллионные убытки.
25 октября 1969 года, выполнив приблизительно 400 трансатлантических рейсов, капитан «United States» Джон С. Такер получил сообщение об отмене ранее запланированного осеннего круиза, судно следовало отвести на верфь для перестройки.

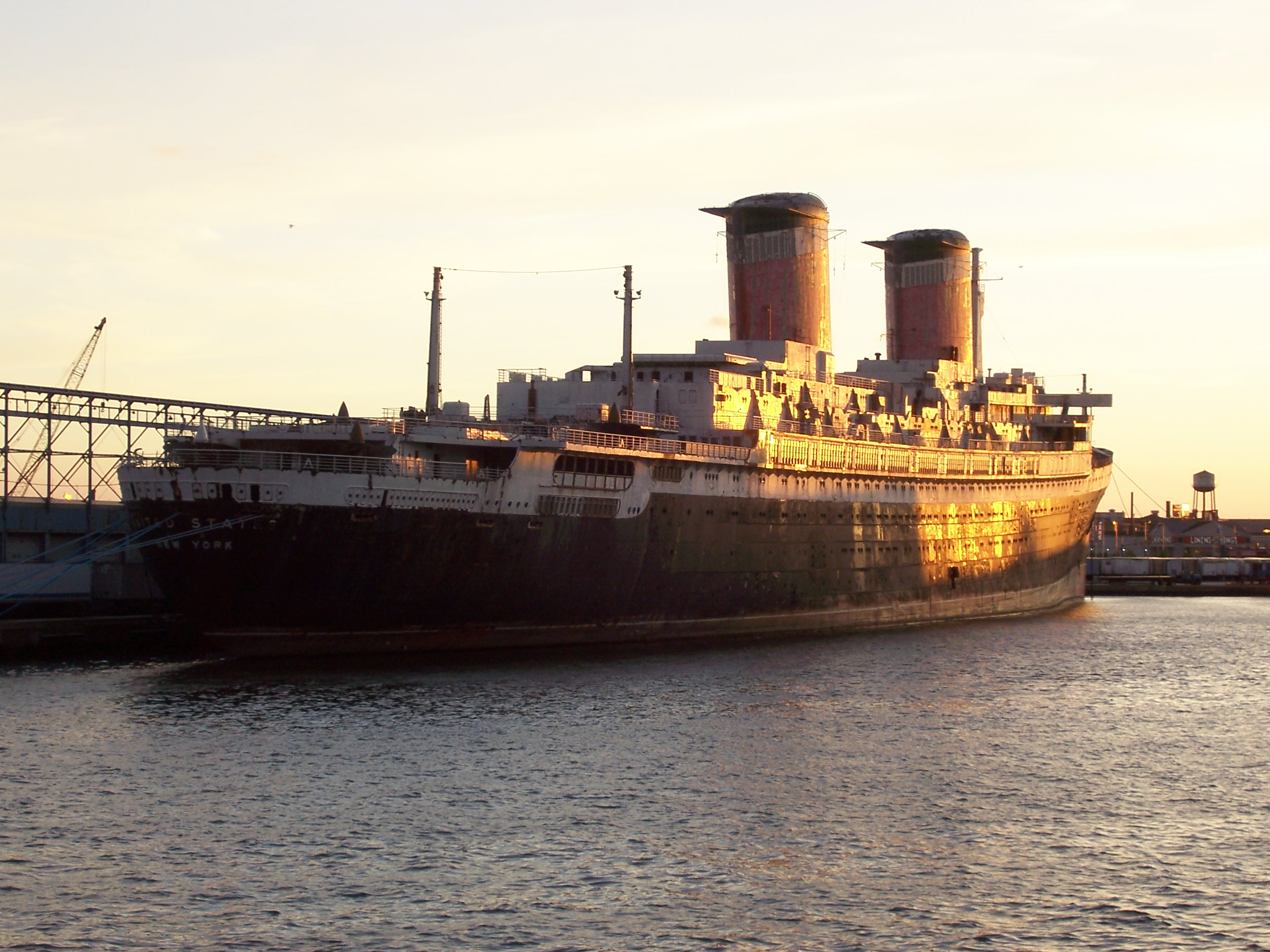
«United States» на закате

В конце 1969 года лайнер был поставлен на прикол. «Большой Ю» был под властью американской федеральной Морской администрации. Поскольку большая часть его конструкции была государственной тайной, они заявили, что судно никогда не продадут. Поэтому лайнер остался в Вирджинии.
К концу 1970-х годов норвежский судоходный магнат Нут Клостер, председатель Norwegian Caribbean Cruise Lines, внёс предложение купить лайнер. Он искал большое судно, чтобы преобразовать его в круизное, но в конце он отказался от этой идеи и купил лайнер кампании «Френч Лайн» «Франс», который потом успешно переоборудовал в круизное судно «Норвегия».
В 1978 году уже американская компания задумала подобное. Сиэтлская компания The United States Cruises Inc купила судно за 5 млн $. Управлявший компанией Ричард Х. Хадли имел большие планы относительно «United States». Он намеревался полностью отремонтировать судно за 150 000 000 $ и дать ему полностью новую жизнь круизного судна. Хотя он проделал долгий путь и даже подписал контракты с верфями, чтобы выполнить ремонт, его мечта не сбылась, так как в 1992 году The United States Cruises Inc обанкротилась. Судебные исполнители наложили арест на сорокалетний «United States», а судно было выставлено на продажу.
Самая высокая цена 2 600 000 $ была предложена президентом компании Commodore Cruise Line Фредом Мейером. В сотрудничестве с турецкими верфями в Стамбуле, у Мейера была интересная идея, которая включала «Cunard Line». Было решено, что после ремонта «United States» будет управляться «Cunard Line» как партнёр «Queen Elizabeth 2». Так же как и «Королева», «Большой Ю» служил бы на Североатлантическом маршруте летом, и проводил бы зимние месяцы как круизное судно. В июне 1992 года «Юнайтед Стейтс» отбуксировали в Стамбул. Из Стамбула лайнер отправился в Севастополь, где в ноябре 1993 года в доке Севморзавода началась его очистка от асбеста. В течение полугода полторы тысячи рабочих полностью очистили его от асбестовых конструкций и от всего ценного. В некоторых домах Севастополя и сейчас хранятся предметы с «Юнайтед Стейтс».
Но финансовая ситуация вновь была переоценена. Ожидаемая правительственная помощь так и не была предоставлена, и работа над «United States» была прекращена. Позже в «Cunard Line» объяснили, что они больше не интересуются лайнером и считают, что «Queen Elizabeth 2» будет достаточно. В 1996 году лайнер отбуксировали в США к верфям в Филадельфии.

## Будущее
В 2003 году «Norway cruise line» (NCL) купила лайнер с официальным намерением полностью восстановить его для роли круизного судна. В мае 2006 года председатель Star Cruises, в состав которой входит NCL, объявил, что следующий проект компании — восстановление «United States». К маю 2007 года у компании было около 100 проектов судна. В феврале 2009 года, сообщалось, что Star Cruises ищут покупателей «United States».
В июле 2010 года судно было выкуплено за 5,8 млн $ организацией SS United States Conservancy, созданной, по словам организаторов, для того, чтобы «спасти однажды забытый национальный флагман от гибели и вывести его в светлое будущее, в достояние потомков». 1 июля 2010 года прошла торжественная церемония поднятия государственного флага США на мачте судна а также была введена в работу ночная подсветка корпуса лайнера. В планах было восстановление лайнера до первоначального состояния. 7 февраля 2012 года начались первые восстановительные работы.
К 2016 году лайнер продолжал стоять в Филадельфии. 5 августа 2016 года было объявлено, что восстановление лайнера оказалось невозможным «ввиду непреодолимых трудностей».
В 2024 году стало известно, что последний обладатель «Голубой ленты» будет затоплен и станет крупнейшим рукотворным рифом.